# Vahsel Glacier
Vahsel Glacier är en glaciär på ön Heard Island i ögruppen Heard- och McDonaldöarna, Australien. Den rinner ut i South West Bay.
Det råder polarklimat i trakten, med en Årsmedeltemperatur på −8 °C. Den varmaste månaden är januari, då medeltemperaturen är −2 °C, och den kallaste är augusti, med −11 °C.